# 奧爾阿齊瓦
奧爾阿齊瓦是以色列海法區的一個城市，位於以色列沿海平原，海法以南48（30英里），特拉維夫以北39（24英里）。2005年，奧爾阿齊瓦有人口約1.58萬人，是以色列人口最少的城市。

## 外部連結
- Or Akiva Municipality （页面存档备份，存于） （希伯来文）
- Or Akiva civic auditorium （希伯来文）